# 西園寺鏱子
西園寺 鏱子（さいおんじ しょうし）は、第92代天皇・伏見天皇の皇后（中宮）。鎌倉時代後期から南北朝時代にかけての京極派の代表的歌人。従一位太政大臣西園寺実兼の長女。母は内大臣中院通成の娘、顕子。女院号は永福門院（えいふくもんいん/ようふくもんいん）。法名は真如源。
次妹の西園寺瑛子（昭訓門院）は亀山上皇の寵姫で、末妹の西園寺禧子は後醍醐天皇の皇后・二条派の有力歌人である。
現存する和歌だけでも387首が残り（重複入集も別個に数えると453首）、うち151首が勅撰和歌集に入集した。

## 生涯
弘安11年（1288年）4月27日、従三位。正応元年（1288年）6月2日、前年に即位した伏見天皇のもとに入内、同月8日女御、さらに同年8月20日には中宮となった。
実子は生まれなかったが、典侍五辻経子が生んだ東宮胤仁（のちの後伏見天皇）を猶子とし、手許で育てた。永仁6年（1298年）8月21日、伏見天皇の譲位にともない院号宣下をうけた。正和5年（1316年）6月23日に出家し、真如源と号する。康永元年（1342年）5月7日、72歳で崩御した。
伏見天皇の東宮時代から京極為兼が仕えていたことから、歌を京極為兼に師事し、為兼や伏見天皇を中心とする京極派の歌人として『玉葉和歌集』『風雅和歌集』等に多くの歌を残している。